# Шкала Занга
Шкала Занга для самооценки депресії (англ. Zung Self-Rating Depression Scale) — тест для самооцінки депресії, розроблений 1965 року в Університеті Дюка психіатром Вільямом Зангом. Дозволяє оцінити рівень депресії і визначити ступінь депресивного розладу.

## Короткий опис
Цей інструмент самооцінки психічного стану підтвердив свою ефективність для попередньої діагностики та скринінгу депресивного розладу.
Шкала Занга для самооцінки депресії перекладена багатьма мовами, адаптована та валідизована у різноманітних етнічних і культурних середовищах. Тест «Шкала Занга» має високу чутливість і специфічність та дозволяє уникнути додаткових економічних і часових витрат, пов'язаних з медичним обстеженням етичних проблем.
За допомогою шкали Занга обстеження або скринінг депресії може провести як лікарський персонал, так і людина самостійно. 
У тестуванні враховується 20 факторів, які визначають чотири рівні депресії. У тесті присутні 10 позитивно сформульованих і 10 негативно сформульованих запитань.

## Підрахунок балів та оцінка результатів
Кожне питання оцінюється за шкалою Лайкерта від 1 до 4 (на основі таких відповідей: «ніколи», «іноді», «часто», «постійно»). Результати шкали можуть бути від 20 до 80 балів. Ці результати ділять на чотири діапазони:
- 20–49 — нормальний стан;
- 50–59 — легка депресія;
- 60–69 — помірна депресія;
- 70 і вище — тяжка депресія.

Повна процедура тестування з обробкою відповідей займає 20–30 хвилин.